# Aleksije Komnen, sin Ivana II.
Aleksije Komnen (grčki Ἀλέξιος Κομνηνός, latinski Alexius Comnenus) bio je bizantski princ iz dinastije Komnen; najstariji sin bizantskog cara Ivana II. Komnena i njegove supruge Irene, kćeri ugarsko-hrvatskog kralja. Rođen je 1106. u Balabisti te je postao suvladar svoga oca kad je imao 16 ili 17 godina. Bio je brat cara Manuela I. Komnena te je imao sestru blizanku, Mariju.
Ime Aleksijeve žene nije poznato sa sigurnošću te je možda bio oženjen dvaput. Vjerojatno je Dobrodeja Kijevska bila njegova supruga, a možda je oženio i Katu Gruzijsku. Aleksije je imao samo jedno dijete, Mariju Komnenu.
Aleksije je umro 1142. Prikazan je na mozaiku u Aji Sofiji (danas džamija u Istanbulu).